# موعد مع راما
موعد مع راما (بالإنجليزية: Rendez-vous with Rama)‏إحدى روايات السير آرثر تشارلز كلارك وظهرت سنة 1973.

## تقديم للكتاب
الكتاب هو الأول من سلسلة لأربع كتب. تله العناوين التالية:
- راما 2
- بساتين راما
- راما تتضح.

## التحليل السايكلوجي للرواية
كان للوضع النفسي لكلارك تأثير كبير على كتاباته وخصوصاً المذهلة منها فكان يوزع انماط شخصية على كل ابطال قصصة ليترائى للقارئ ان كل ابطال القصة ما هم الا كلارك!
كما كان لمعتقداته الدينية أثر في ذلك مما خلق من القصة روايةً مستساغة لجميع أصحاب الأيدلوجيات الدينية المختلفة وقد كان يسخر بطريقة غير مباشرةً من الديانة المسيحية في روايتة.

## شخصيات بارزة
- القائد بيل نورتون: قائد مكوك أنديفور
- الدكتور بوز: سفير المستعمرات البشرية في كوكب المريخ
- الدكتور ديفيدسون: رئيس المجلس الاستشاري
- السير روبرت: سفير كوكب الأرض
- فيلما برايس: عالمة آثار فضائية
- كارلايل بيريرا: عالم الحياة الفضائية
- دينيس سولومينز: مؤرخ العلوم
- الرائد البحري ميرسر: ضابط الإعاشة في أنديوفر
- الطبيبة إيرنست: ضابط طبي في أنديوفر

## أحداث القصة
في القرن الـ22، يتم رصد جسم ضخم يدخل النظام الشمسي. يطلق عليه اسم راما على اسم الإله الهنود رامايانا.و نظر لفضول باحث مبتدئ، يكتشف أن الجسم هو اسطوانة بطول 50 كم. يتم إرسال سفينة فضاء على عجل للهبوط على سطح الجسم ومحاولة استكشافه. فيظهر أن المكان غير مأهول لكن بمرور الوقت يكتشف أنه مأهول بمخلوقات أكثر تحضرا وذكاء من الإنسان.
في عام 2077م يصدم نيزك عملاق بأرض أوروبا ويخلف أضراراً بالغة في إيطاليا وبلدان أوروبية أخرى لا تعوض في البنى التحتية والبشرية. يتفق البشر على إنه ربما لن تكون لنا فرصة أخرى إن لم نتحد ضد التحدي الكوني ولذا يبدئ برنامج حراس الفضاء وهو برنامج تتبع للأجرام القريبة من الأرض هذا النظام موجود على أرض الواقع وسمي تيمناً بالرواية
ينذر نظام حراس الفضاء باقتراب كويكب شكل خطير من النظام الشمسي وما يلفت الانتباه هو السرعة الكبيرة لهذا الجسم الغريب !! ويتناقل الإعلام هذا الخبر بسرعة ويتحول نظر العالم لهذا الجسم لبضعة أيام.
الجسم بعيداً جداً ورئيس المجلس الاستشاري رفض إرسال أي بعثة نحو ورفض حتى توجية التلسكوبات الضخمة تجاهه لأنها مشغولة باثبات نظريته المجنونة !! فنسي العالم ذلك الجرم الغريب. نعطل أحد التلسكوبات الضخمة عن أداء عملة فاستغل الدكتور بوز هذه الفرصة ليوجه التلسكوب نحو هذا الجسم وصدم بالنتائج.
كان طول هذا الجسم حولي 50 كلم ويدور حول نفسة بسرعة خيالية فكان اليوم على سطحة 4 دقائق فقط، فثار جنونه لأنه ظن إنه نجم نيوتروني وهذا سيشكل خطراً كبيراً على المجموعة الشمسية كاملةً، لكن بعد لحظات يستبعد هذا الخيار.
أبلغ الجميع بالنتائج وأطلق على هذا الجسم اسم راما.

## وصلات خارجية
- نسخة مترجمة للكتاب من قبل مؤسسة هنداوي للتعليم والثقافة